# Adama Traoré (labdarúgó, 1995. június 28.)
Adama Traoré (Bamako, 1995. június 28. –) mali válogatott labdarúgó, a Hull City játékosa. Posztját tekintve középpályás. Őt választották a 2015-ös U20-as labdarúgó-világbajnokság legjobb játékosának.